# تصالح كوني

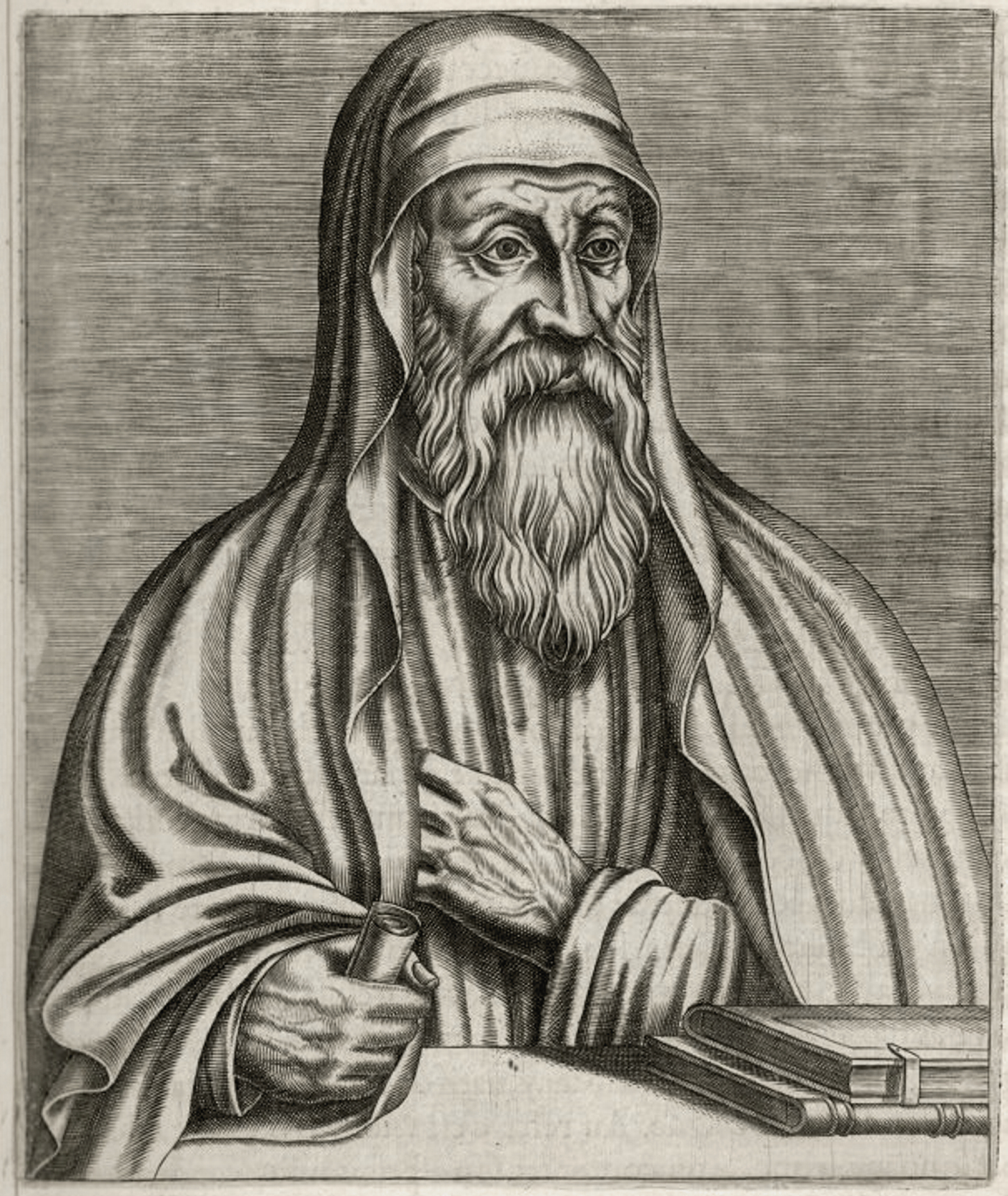

يعد التصالح الكوني، في اللاهوت المسيحي (يسمى أيضًا الخلاص الكوني، أو الكونية المسيحية، أو في سياق بسيط الكونية) عقيدة مفادها أن جميع الأرواح البشرية الخاطئة والمصروفة عن الرحمة سوف تتصالح مع الله في نهاية المطاف بسبب الحب والرحمة الإلهية. رُفضت العقيدة في كثير من الأحيان من قِبل الديانة المسيحية السائدة، التي تتمسك بمذهب الخلاص الخاص الذي يقول إن بعض أفراد الإنسانية فقط سوف يدخلون الجنة في النهاية، لكنها تلقت دعمًا من العديد من المفكرين المسيحيين المرموقين وكذلك العديد من مجموعات المسيحيين. يحتوي الكتاب المقدس نفسه على مجموعة متنوعة من الآيات التي يبدو أنها تدعم، بشكل سطحي، تعدد وجهات النظر.توحيدية عالمية
لربما يكون الخلاص الكوني مرتبطًا بتصور مشكلة جهنم، إذ يقف ضد الأفكار التي تقول بالعذاب الإدراكي الأبدي في جهنم، ولكن قد يشمل أيضًا فترة من العقوبة المحدودة بشكل مماثل لحالة المطهر. قد يدعم المؤمنون بالتصالح الكوني الرأي القائل بوجود «جهنم» حقيقية بشكل ما، غير أنها ليست مكانًا للمعاناة الأبدية ولا المكان الذي «تُباد» فيه الأرواح البشرية في نهاية المطاف بعد تحمل المقدار العادل من القصاص الإلهي.
يرتبط مفهوم التصالح بمفهوم الخلاص -أي الخلاص من الموت الروحي والموت الجسدي في نهاية المطاف- بحيث يكون مصطلح «الخلاص الكوني» مكافئ وظيفيًا للتصالح الكوني. يعتنق الكونيون معتقدات لاهوتية مختلفة تدور حول عملية أو حالة الخلاص، لكن يلتزم جميعهم بالرأي الذي يقول إن تاريخ الخلاص ينتهي بمصالحة الجنس البشري برمته مع الله. يؤكد الكثير من أتباع التصالح الكوني أن معاناة يسوع المسيح وصلبه تشكل الآلية التي توفر الخلاص للبشرية جمعاء والتكفير عن كل الذنوب.
تعد التوحيدية العالمية حركة دينية نشأت باعتبارها جزءًا من الكنيسة الكونية، لكنها لم تعد تشغل أي مناصب عقائدية رسمية، باعتبارها إيمان غير عقائدي. يبقى التصالح الكوني، بكل الأحوال، وجهة نظر شائعة بين العديد من التجمعات والأفراد المؤمنين بما في ذلك العديد من الذين لا تربطهم صلة على الإطلاق مع الكنيسة المذكورة أعلاه.
تعد عقيدة إبادة الأرواح الوجه المعاكس للتصالح الكوني، وغالبًا ما تكون مقترنة بالشرطية المسيحية. افترض بعض الزعماء المسيحيين، مثل اللاهوتي المؤثر مارتن لوثر، مفاهيم أخرى مثل «موت الروح».

## خلفية الكتاب المقدس
كما قال أحد الأساقفة وأستاذ الفلسفة: «في التحليل النهائي، مسألة الخلاص هي دائمًا استفسار في موازنة الإرادة الحرة للإنسان برحمة الله وغفرانه». يحوي الكتاب المقدس نفسه، كما أُشير سابقًا، مجموعة متنوعة من الآيات حول الموضوع تبدو متناقضة إن لم تُعطى تأويلًا إضافيًا من قِبل القارئ. يقترح اللاهوتيان المؤثران إميل برونر وجون روبنسون أن هذه الآيات يمكن وضعها في فئتين مختلفتين: اللعنة التي تحل على البعض أو التصالح النهائي للجميع.
تأتي النظرة التقليدية التي يحتفظ بها الدين المسيحي المنظم من مجموعة متنوعة من الاستشهادات من الكتاب المقدس. جاء في إنجيل يوحنا 3: 36 (النسخة العالمية الجديدة): «الذي يؤمن بالابن له حياة أبدية، والذي لا يؤمن بالابن لا يرى حياة، بل يمكث عليه غضب الله».  جاء أيضًا، في الرسالة الثانية إلى أهل تسالونيكي 1: 8 -9 (النسخة العالمية الجديدة): «في نار لهيب، معطيًا نقمة للذين لا يعرفون الله، والذي لا يطيعون إنجيل ربنا يسوع المسيح، الذين سيعاقبون بهلاك أبدي من وجه الرب ومن مجد قوته».

يُعتبر الخلاص في بيان يسوع الذي جاء في إنجيل لوقا بابًا «ضيقًا»، إذ جاء فيه 13: 23-25:
«فقال له واحد: «يا سيد، أقليل هم الذين يخلُصُون؟» فقال لهم: «اجتهدوا أن تدخلوا من الباب الضيق، فإن أقول لكم: إن كثيرين سيطلبون أن يدخلوا ولا يقدرون، ومن بعد ما يكون رب البيت قد قام وأغلق الباب، وابتدأتم تقفون خارجًا وتقرعون الباب قائلين: يا رب، يا رب! افتح لنا. يجيب، ويقول لكم: لا أعرفكم من أين أنتم!... ».
تجادل كتب الإنجيل للدعم المحتمل لفكرة التصالح الكامل من ضمنها رسالة بولس الرسول الأولى إلى أهل كورنثوس. استُشهد بأقسام الرسالة الأولى إلى أهل كورنثوس 15:22، التي جاء فيها: «لأنه كما في آدم يموت الجميع، وهكذا في المسيح سيحيا الجميع»، والرسالة الأولى إلى أهل وكورنثوس 15:28، التي جاء فيه: «كي يكون الله الكل في الكل». تتضمن تلك الآيات التي تتناقض مع تقليد التوبة الكاملة والخروج في الحجج أيضًا سفر مراثي إرميا 3: 31-33 (النسخة العالمية الجديدة)، الذي جاء فيه: «لأن السيد لا يرفض إلى الأبد. فإنه ولو أحزن يرحم حسب كثرة مراحمه، لأنه لا يُذل من قلبه، ولا يُحزِن بني الإنسان»، وفي الرسالة الأولى إلى تيموثاوس (النسخة العالمية الجديدة) 4:10 يقول: «لأننا لهذا نتعب ونُعيّر، لأننا قد ألقينا رجاءنا على الله الحي، الذي هو مخلص جميع الناس، ولا سيما المؤمنين».

تحظى رسالة بولس إلى أهل كولوسي بالاهتمام أيضًا، إذ جاء فيها 1: 17-20:
«الذي هو قبل كل شيء، وفيه يقوم كل شيء. وهو رأس الجسد: الكنيسة. الذي هو البداءة، بكرٌ من الأموات، لكي يكون هو متقدمًا في كل شيء. لأنه فيه سر أن يحل كل الملء، وأن يصالح به الكل لنفسه، عاملًا الصلح بدم صليبه، بواسطته، سواء كان: ما على الأرض، أم ما في السماوات».

## وصلات خارجية
- Christian Universalism على مشروع الدليل المفتوح